# (6435) Daveross
(6435) Daveross (1984 DA) – planetoida z grupy pasa głównego asteroid okrążająca Słońce w ciągu 2,66 lat w średniej odległości 1,92 j.a. Odkryta 24 lutego 1984 roku.